# Turnen op de Olympische Zomerspelen 1900
Turnen is een van de sporten die beoefend werden tijdens de Olympische Zomerspelen 1900 in Parijs.

## Heren

### individuele meerkamp
| rang   | sporter(s)      | land | punten |
| ------ | --------------- | ---- | ------ |
| Goud   | Gustave Sandras | FRA  | 302    |
| Zilver | Noël Bas        | FRA  | 295    |
| Brons  | Lucien Démanet  | FRA  | 293    |
| 4      | Pierre Payssé   | FRA  | 290    |
| 4      | Jules Rolland   | FRA  | 290    |
| 6      | Gustave Fabry   | FRA  | 283    |
| 7      | J. Martinez     | FRA  | 277    |
| 8      | Marcel Lalue    | FRA  | 275    |
| 8      | Mauvezain       | FRA  | 275    |